# Ferdinand de Majorque
Ferdinand de Majorque (en catalan Ferran de Mallorca), né en 1278 à Perpignan et mort le 5 juillet 1316 à Kastro-Kyllini, est un prince catalan, fils du roi de Majorque et seigneur de Montpellier, qui a tenté de diriger la compagnie catalane dans l'empire grec au XIIIe siècle.

## Biographie
Troisième fils du roi de Majorque Jacques II et de son épouse la reine Esclarmonde de Foix, il reçut de son père la baronnie d'Aumelas. D'esprit aventureux, il se rendit à la cour de son cousin Frédéric III au début du XIVe siècle.
En 1308, le roi l'envoya en Thrace prendre la direction de la compagnie catalane, une troupe de mercenaires appelés Almogavres alors installés dans la péninsule de Gallipoli, depuis laquelle ils ravageaient les terres de l'Empire byzantin. Toutefois un des chefs de la Compagnie, Bernat de Rocafort, jaloux de l'ascendant de Ferdinand sur ses hommes, créa une scission dans les rangs des Almogavres, dont quelques-uns seulement, sous la direction de Ramon Muntaner, rejoignirent le parti de Ferdinand. En route pour la Sicile, il fut capturé à Négrepont par les Vénitiens, et envoyé en « prison courtoise » à Naples sous la garde de son beau-frère Robert puis relâché au bout d'un an.
Après un épisode guerrier en Castille, à la prise d'Almería, il revint en Sicile en 1313 pour aider Frédéric III, alors en lutte contre les rois angevins de Naples et fut créé seigneur de Catane en récompense de ses services.
En 1314, il s'associa avec Marguerite de Villehardouin, qui revendiquait la principauté d'Achaïe, et épousa sa fille et héritière Isabelle de Sabran à peine âgée de seize ans. L'expédition destinée à prendre le contrôle de la principauté fut cependant retardée par la grossesse puis la mort de sa femme peu de temps après la naissance de son fils Jacques en 1315. Ferdinand s'employa à conquérir l'Achaïe au nom de son fils. Il y débarqua en juin 1315 et connut des succès initiaux, occupant une partie de la principauté et obtenant le ralliement de certains barons. L'autre prétendante, Mathilde de Hainaut, cousine d'Isabelle de Sabran, et épouse de Louis de Bourgogne, débarqua cependant à la fin de l'année et fut reconnue princesse par les barons, qui quittèrent le parti de Ferdinand sauf l'un d'eux.
Malgré une victoire sur les troupes de Mathilde en février à Picotin, il dut affronter au printemps 1316 les troupes de Louis qui avait débarqué en avril. Ferdinand attendit en vain des renforts siciliens et il est vaincu et tué à la bataille de Manolada, le 5 juillet 1316. Comme Gautier de Brienne cinq ans plus tôt, il est décapité et le trophée est présenté le lendemain aux portes de la forteresse où les Aragonais s'étaient réfugiés. Les châteaux de Clermont, Beauvoir, Stamira et Clarence sont rendus et la flotte aragonaise quitte la Morée emmenant son fils Jacques à Perpignan sous la conduite du fidèle Ramon Muntaner. Il devint roi de Majorque à la mort sans enfants de son oncle le roi Sanche.
Ferdinand avait épousé en 1315 en secondes noces Isabelle d'Ibelin, fille de Philippe d'Ibelin, sénéchal de Chypre, et de son épouse Marie Embriaco, dame-titulaire du Gibelet, qui lui donna un fils posthume, Ferdinand.
La fin de sa vie est connue grâce à la chronique écrite par Ramon Muntaner (1265-1336).